# Grecja na Letnich Igrzyskach Olimpijskich 1936
Grecję na Letnich Igrzyskach Olimpijskich 1936 w Berlinie reprezentowało 41 zawodników: 40 mężczyzn i 1 kobieta. Był to 10. start reprezentacji Grecji na letnich igrzyskach olimpijskich.
Najmłodszym greckim zawodnikiem na tych igrzyskach był 20-letni lekkoatleta, Konstantinos Metaxas, natomiast najstarszym 28-letni lekkoatleta, Napoleon Papageorgiou. Chorążym reprezentacji podczas ceremonii otwarcia był Ioannis Seraidaris.

## Zdobyte medale
Greccy zawodnicy podczas tej edycji igrzysk olimpijskich nie zdobyli żadnego medalu.